# Alberuela de Tubo
Alberuela de Tubo (en aragonès: Albargüela de Tubo) és un municipi aragonès situat a la província d'Osca i enquadrat a la comarca dels Monegres.